# Piruquina
La Piruquina (del mapudungun piru: gusano y 
kunga:estirpe; la estirpe de los gusanos) es un animal fantástico presente en la mitología chilota. 

## Descripción
La Piruquina tiene el aspecto de una culebra gigantesca, que va del color rojo intenso a un color más oscuro, de tono terroso.

## Relato
Según la recopilación de Nicasio Tangol:
"La Piruquina es una culebra gigantesca que requiere más de un cuarto de siglo para desarrollarse. Cuando logra su total crecimiento, emerge a la superficie de la tierra produciendo un fuerte temblor. Aparece primero su cabeza, pasado un instante, abre sus ojos enormes y mira a todos lados. Si logra avistar a un ser humano o a un animal, la fuerza de su mirada le provoca una muerte fulminante. Una vez que ha salido totalmente de la superficie de la tierra, el color rojo de las escamas que cubren su cuerpo lentamente adquieren un tinte terroso. Realizado este cambio, se desintegra, quedando en el espacio que cubría su cuerpo un montón de gusanos enloquecidos.”

## Leyenda
En Chiloé, en la localidad de Piruquina, comuna de Castro, se cuenta que la Piruquina, al igual que los Camahuetos, inician su vida bajo la tierra, y  cuando ya ha completado su desarrollo, emerge luego de pasado entre 25 y 30 años. Se dice que en cuanto ha logrado salir a la superficie de la tierra, en primer lugar aparece su cabeza, luego toma aire y abre sus enormes ojos, y las escamas de su cuerpo cambian desde un rojo intenso a otro más oscuro, de tono terroso. Pocos minutos después, se desintegra; y en el lugar donde se produjo su aparición, queda como rastro de su presencia, solo un conjunto de gusanos oscuros. 
Se cree que si alguna persona se ubica al alcances de aquellas criaturas, debido al misterioso poder que posee la Piruquina, la persona morirá en el acto. Por eso, cuando alguien encuentra una agrupación de gusanos en el bosque, se preocupa y le dirá a los demás acompañantes, que tengan cuidado porque podría aparecer otra piruquina.

## Interpretación geológica de este relato en estudios recientes
El relato de la Piruquina ha sido analizado desde una perspectiva geológica, como un relato mítico relacionado con el volcanismo de la Zona Volcánica Sur, particularmente con respecto a la formación de coladas de lava.